# Rubén Adrián Silva
Rúben Adrián Silva Da Silva (Montevideo, Uruguay, 20 de agosto de 1964) es un exfutbolista uruguayo. Jugaba de defensa y militó en diversos clubes de Uruguay, Chile y México. Tiene el récord de haber sido campeón de la liga uruguaya, con tres equipos diferentes en forma consecutiva (desde 1990 a 1992).

## Clubes
| Club                    | País    | Año       |
| ----------------------- | ------- | --------- |
| Huracán Buceo           | Uruguay | 1983-1988 |
| Nacional                | Uruguay | 1989      |
| Cobras de Ciudad Juárez | México  | 1989-1990 |
| Bella Vista             | Uruguay | 1990      |
| Defensor Sporting       | Uruguay | 1991      |
| Nacional                | Uruguay | 1992      |
| Deportes Temuco         | Chile   | 1993-1996 |
| Huracán Buceo           | Uruguay | 1997      |
| Danubio                 | Uruguay | 1997      |
| Huracán Buceo           | Uruguay | 1998      |
| Racing (Montevideo)     | Uruguay | 1999      |
| Central Español         | Uruguay | 2000-2002 |
| Huracán Buceo           | Uruguay | 2003-2004 |